# Bebenroth-Tunnel
Der Bebenroth-Tunnel ist ein zweiröhriger Eisenbahntunnel im Zuge der Bahnstrecke Frankfurt–Göttingen.

## Geografische Lage
Der Tunnel liegt bei Streckenkilometer 222,5 der zweigleisigen, elektrifizierten Bahnstrecke Frankfurt–Göttingen südlich des Bahnhofs Eichenberg und nördlich der Überleitstelle (Üst) Werleshausen Bebenroth in der Gemarkung Neuseesen, einem Stadtteil von Witzenhausen im Hessischen Werra-Meißner-Kreis. Mit ihm unterquert die Strecke den 278 m hohen Bebenroth-Rücken.

## Technische Parameter
Der Tunnel besteht heute aus zwei eingleisigen Röhren mit 935 m und 1030 m Länge. Die ursprüngliche Länge des historischen, einröhrigen, zweigleisigen Tunnels betrug 930 m.

## Geschichte
Der Tunnel ging 1876 mit dem Streckenabschnitt Niederhone–Eichenberg–Friedland als zweigleisige Röhre in Betrieb. Der Gleismittenabstand betrug nach damaligen Standards 3,50 m.
Bei der Einteilung der Besatzungszonen nach dem Zweiten Weltkrieg verlief die Grenze zwischen der amerikanischen und der sowjetischen Besatzungszone über den Bergrücken, den der Tunnel unterquert. Erst mit dem Wanfrieder Abkommen vom 17. September 1945 gelangte die Nord-Süd-Strecke insgesamt – und damit auch der Bebenroth-Tunnel – komplett unter US-amerikanische Hoheit.
Wegen der großen Bedeutung der Strecke für den Fernverkehr in der Bundesrepublik Deutschland beabsichtigte die Deutsche Bundesbahn schon Anfang der 1950er Jahre, die Strecke – zumindest südlich von Göttingen – zu elektrifizieren. Allerdings zogen sich die Verhandlungen über die Finanzierung des Vorhabens hin und es dauerte bis zum Ende des Jahrzehnts, bevor das angegangen werden konnte. Für den Bebenroth-Tunnel bedeutete das einen massiven Umbau, denn nicht nur die für die Oberleitung erforderliche Höhe musste geschaffen werden, inzwischen war auch der Standard für den Gleismittenabstand auf 4 m geweitet worden. Deshalb war der Tunnelboden um bis zu 90 cm abzusenken und der Gleisabstand auf wenigstens 3,75 m zu erweitern. Entsprechend musste der Tunnel aufgeweitet werden. Die Arbeiten dauerten vom April 1960 bis zum Dezember 1962. In dieser Zeit wurde der Tunnel eingleisig weiter betrieben. Die Bauleistungen erfolgten ausschließlich über die Straße.
Mitte der 1990er Jahre war der Tunnel wieder ein Sanierungsfall. Der Fernverkehr hatte sich inzwischen zwar weitgehend auf die Schnellfahrstrecke Hannover–Würzburg verlagert, der Güterverkehr war aber weiter erheblich. Die Entscheidung fiel zugunsten einer zweiten Röhre und der Umstellung der alten auf eingleisigen Betrieb, da die neue Röhre über 1 km lang wurde und Neubauten dieser Länge inzwischen nur noch in eingleisigen Röhren zulässig waren. Die neue Röhre entstand westlich der Bestandsröhre und ging im Dezember 2012 in Betrieb. Sie hatte 49 Mio. € gekostet. Durch sie fand anschließend eingleisiger Betrieb bis zum November 2015 statt, als auch die historische Röhre saniert, auf eingleisigen Betrieb umgebaut war und die Strecke hier nun wieder zweigleisig befahren werden konnte. Die Arbeiten an der historischen Röhre kosteten 33 Mio. €. Zwischen beiden Tunnelröhren wurden im Rahmen des Sicherheitskonzepts Verbindungsstollen eingebaut.

## Denkmalschutz
Die beiden historischen, neuromanischen Tunnelportale des ersten Tunnels sind erhalten. Das Südportal wurde aus Buntsandstein, das Nordportal aus Backstein errichtet. Beide Portale sind Kulturdenkmäler aufgrund des Hessischen Denkmalschutzgesetzes.